# Momo Djender

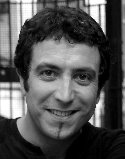
Momo Djender

Momo Djender (Mohamed Reda, * 1970 in Algier) ist ein Sänger, Interpret, Komponist, Moderator und Drehbuchautor algerischer Herkunft. Sein Stil ist der Weltmusik zuzuordnen, in dem er orientalische Musik mit westlicher Jazz- und Popmusik vereint. Er singt in arabischer, deutscher, französischer und englischer Sprache.

## Biographie
In seiner Heimat veröffentlichte er 1990 unter seinem Künstlernamen „Mohamed Reda“ sein erstes Album 36 Basta Ali, für das er den „Silbernen Album-Preis“ für über 60.000 verkaufte Exemplare erhielt, und das über mehrere Wochen lang in den algerischen Top 10 lag. Wegen der politischen Verhältnisse, insbesondere wegen des Algerischen Bürgerkriegs, verließ er seine Heimat 1991 und verbrachte drei Jahre in Marokko. Dort bereitete er sein zweites Album, „Rayha Ouïne“ vor, das 1994 in Algerien erschien. Mit dem Titelsong gelang ihm wiederum ein Top-Ten-Hit. Das Album brachte Momo Djender den Ruf eines „Erneuerers“ ein. So gilt er als einer der ersten Musiker Algeriens, der traditionelle Musik modernisiert und somit auch jüngeren Menschen zugänglich machte. Er prägte die Bezeichnung für einen neuen Musikstil, „Bled Music“, von „Bled“ (Heimat, Land), in Anlehnung an den Begriff „Country Music“.
Seit 1994 lebt und arbeitet Momo Djender in Berlin. Dort produzierte er zunächst unter anderem mit Jocelyn B. Smith, Hussein Kili, Eda Zari, Rachid Bahri und Ramesh B. Weeratunga. Ebenfalls komponierte er Theatermusik (Jerusalem Syndrom) und Filmmusik mit Rainer Oleak sowie Sarah Gross für den Film Hinterlassen. Über Rhani Krija wurde er von Sting entdeckt und begleitete ihn 2003 vokal und instrumental auf der Promo-Tour für das Album Sacred Love. Im selben Jahr veröffentlichte Momo Djender, wiederum unter seinem Künstlernamen „Mohamed Reda“, sein drittes Album Experience.
2006 lud der Jazzmusiker Klaus Doldinger Momo Djender ein, auf seinem Album Passport to Morocco mitzuwirken. Wenig später begleitete er Klaus Doldinger und dessen Band Passport auf deren „Jubilee-Tour“. Im Jahr 2006 lernte Momo Djender den deutschen Reggae- und Soulmusiker Mellow Mark kennen. Gemeinsam mit Rhani Krija gründeten sie das Trio Mellow Maroc.
2018 war Momo Djender als Gastkünstler auf dem Album Devachan des Musikers Ralph Valenteano zu hören.
Neben seiner Tätigkeit als Musiker und Sänger nahm Momo in der Zeit von 2006 bis 2011 ein Engagement des algerischen Fernsehens an. Er war Moderator für die algerische Version der Fernsehspielshow Fort Boyard (alg. „Bordj El Abtal“). Mit Rekordeinschaltquoten wurde die Sendung in Algerien ein Erfolg.
Im Jahr 2012 nahm er an der 2. Staffel von The Voice of Germany teil. Im Frühjahr 2013 gründeten Rhani Krija (Percussion) und Momo Djender (Vocals, Guitar) das Duo „DUOrient“. Das Duo interpretiert Musik aus dem gemeinsamen nordafrikanischen Repertoire in moderner Form.
Er ist dreifacher Familienvater.